# Bukaresti Egyetem
A Bukaresti Egyetem (Universitatea din Bucureşti) egyike Románia legfontosabb felsőoktatási és kutatási intézményeinek.

## Története
A Bukaresti Egyetemet Alexandru Ioan Cuza fejedelem alapította 1864-ben. Ekkor jogi, természettudományi és bölcsészkarral működött.
2011-ben Románia Oktatási, Kutatási, Ifjúsági és Sportminisztériuma az ország felsőoktatási intézményeit osztályozva, azok első csoportjába, a fejlett kutatási és oktatási egyetemekébe sorolta, az ország tizenegy másik egyetemével együtt.

### Vezetése
Az egyetem rektora 2011 óta Mircea Dumitru filozófus. 
Nevezetes elődei közöl megemlíthetők: Titu Maiorescu (1892-1897) -  esztéta, irodalomkritikus, államférfi, műfordító, Nicolae Iorga (1929-1932) - történész vagy Emil Constantinescu (1992-1996) - Románia későbbi államelnöke.

## Oktatás, kutatás
Az egyetem a bolognai oktatási rendszer szerint alap-, mester- és doktori képzést nyújt.
A kutatások három fő területen zajlanak: környezettudomány, korszerű anyagok és kognitív tudományok, de kiemelt figyelmet szentelnek a társadalomtudományoknak és az interdiszciplináris projekteknek is.

### Karok
- Közigazgatás és vállalatgazdaság
- Biológia
- Kémia
- Jog
- Filozófia
- Fizika
- Földrajz
- Geológia és geofizika
- Történelem
- Újságírás és kommunikációtudomány
- Idegen nyelv és irodalom
- Bölcsészet
- Matematika és informatika
- Pszichológia és neveléstudomány
- Szociológia és szociális munkás
- Politikatudomány
- Baptista teológia
- Ortodox teológia
- Római katolikus teológia

## Rangsorolás
A román Nemzeti Nevelésügyi és Tudományos Kutatások Minisztériumának (Ministerul Educației Naționale și Cercetării Științifice) 2016-ban összeállított jelentése szerint, a Babeș–Bolyai Tudományegyetem mögött a második helyet foglalja el a romániai egyetemek rangsorában.
A QS World University Ranking 2016-ban a 701+, a Times Higher Education World University Ranking 2017-ben a 801+  helyre rangsorolta.